# Vida
Vida é uma característica que distingue entidades físicas que têm processos biológicos, como processos de sinalização celular e autossuficiência, daquelas que não têm, seja porque tais funções cessaram (morreram), ou porque nunca tiveram tais funções e são classificadas como inanimadas. Existem várias formas de vida, como plantas, animais, fungos, protistas, arqueas e bactérias. A biologia é a ciência que estuda a vida. Atualmente não há consenso quanto à definição de vida. Uma definição popular é que os organismos são sistemas abertos que mantêm a homeostase, são compostos de células, têm um ciclo de vida, sofrem metabolismo, podem crescer, se adaptar ao ambiente, responder a estímulos, reproduzir e evoluir. Outras definições às vezes incluem formas de vida não celulares, como vírus e viroides.
A abiogênese é o processo natural da vida que surge de matéria não viva, como compostos orgânicos simples. A hipótese científica predominante é que a transição de entidades não vivas para vivas não foi um evento único, mas um processo gradual e de complexidade crescente. A vida na Terra apareceu pela primeira vez há 4280 milhões de anos, logo após a formação do oceano, há 4410 milhões de anos, e não muito depois da formação da Terra, há 4540 milhões de anos. As primeiras formas de vida conhecidas são microfósseis de bactérias. A vida na Terra provavelmente descende de um mundo de RNA, embora a vida baseada em RNA possa não ter sido a primeira vida a existir. O clássico experimento de Miller e Urey, de 1952, e pesquisas semelhantes demonstraram que a maioria dos aminoácidos, os constituintes químicos das proteínas usadas em todos os organismos vivos, podem ser sintetizados a partir de compostos inorgânicos sob condições semelhantes àquelas encontradas na Terra primitiva. Moléculas orgânicas complexas ocorrem no Sistema Solar e no espaço interestelar e elas podem ter fornecido matéria-prima para o desenvolvimento da vida na Terra.
Desde seus primórdios, a vida na Terra mudou seu ambiente em uma escala de tempo geológica, mas também se adaptou para sobreviver na maioria dos ecossistemas e condições. Alguns microrganismos, chamados extremófilos, prosperam em ambientes físicos ou geoquimicamente extremos que são prejudiciais à maioria das outras formas de vida na Terra. A célula é considerada a unidade estrutural e funcional da vida. Existem dois tipos de células, procarióticas e eucarióticas, ambas consistindo em citoplasma fechado por uma membrana e contendo muitas biomoléculas, como proteínas e ácidos nucleicos. As células se reproduzem por meio de um processo de divisão celular, no qual a célula-mãe se divide em duas ou mais células-filhas.
No passado, houve muitas tentativas de definir o que se entende por "vida" por meio de conceitos obsoletos como força ódica, hilomorfismo, geração espontânea e vitalismo, que agora foram refutados por descobertas biológicas. Aristóteles é considerado a primeira pessoa a classificar os organismos. Mais tarde, Carl Linnaeus introduziu seu sistema de nomenclatura binomial para a classificação das espécies. Eventualmente, novos grupos e categorias de vida foram descobertos, como células e microrganismos, forçando revisões dramáticas da estrutura das relações entre os organismos vivos. Embora atualmente conhecida apenas na Terra, a vida não precisa se restringir a ela, e muitos cientistas especulam sobre a existência de vida extraterrestre. O conceito de vida artificial é definido por uma simulação de computador ou uma reconstrução feita pelo ser humano de qualquer aspecto da vida, que é frequentemente usada para examinar sistemas relacionados à vida natural. A morte é o término permanente de todos os processos biológicos que sustentam um organismo e, como tal, é o fim de sua vida. O termo extinção descreve a morte de um grupo ou táxon, geralmente uma espécie. Os fósseis são os restos ou vestígios preservados de organismos.

## Definições
A definição de vida tem sido um desafio para cientistas e filósofos, com muitas definições variadas apresentadas. Em parte, isso ocorre porque a vida é um processo, não uma substância. Isso é complicado pela falta de conhecimento das características das entidades vivas, se existirem, que possam ter se desenvolvido fora da Terra. Definições filosóficas de vida também foram apresentadas, com dificuldades semelhantes sobre como distinguir os seres vivos dos não vivos. Definições legais de vida também foram descritas e debatidas, embora geralmente se concentrem na decisão de declarar um humano morto e nas ramificações legais dessa decisão. Até 123 definições de vida foram compiladas. Uma definição parece ser favorecida pela NASA: "um sistema químico autossustentável capaz de evolução darwiniana". Mais simplesmente, a vida é, "matéria que pode se reproduzir e evoluir conforme dita a sobrevivência".

### Biologia

As características da vida

Uma vez que não existe uma definição inequívoca de vida, a maioria das definições atuais em biologia são descritivas. A vida é considerada uma característica de algo que preserva, favorece ou reforça sua existência no ambiente determinado. Essa característica exibe todos ou a maioria dos seguintes traços:
1. Homeostase: regulação do ambiente interno para manter um estado constante e estável; por exemplo, suar para reduzir a temperatura;
2. Organização: ser estruturalmente composto por uma ou mais células, que são as unidades básicas de vida;
3. Metabolismo: transformação de energia pela conversão de produtos químicos e energia em componentes celulares (anabolismo) e decomposição de matéria orgânica (catabolismo). Os seres vivos requerem energia para manter a organização interna (homeostase) e para produzir os outros fenômenos associados à vida;
4. Crescimento: manutenção de uma taxa maior de anabolismo do que catabolismo. Um organismo em crescimento aumenta de tamanho em todas as suas partes, em vez de simplesmente acumular matéria;
5. Adaptação: a capacidade de mudar ao longo do tempo em resposta ao ambiente. Essa habilidade é fundamental para o processo de evolução e é determinada pela hereditariedade do organismo, dieta e fatores externos;
6. Resposta a estímulos: uma resposta pode assumir várias formas, desde a contração de um organismo unicelular a substâncias químicas externas, até reações complexas envolvendo todos os sentidos de organismos multicelulares. Uma resposta é frequentemente expressa por movimento; por exemplo, as folhas de uma planta voltadas para o sol (fototropismo) e quimiotaxia;
7. Reprodução: a capacidade de produzir novos organismos individuais, seja assexuadamente partir de um único organismo parental ou sexualmente a partir de dois organismos progenitores.

Esses processos complexos, chamados de funções fisiológicas, têm bases físicas e químicas subjacentes, bem como mecanismos de sinalização e controle essenciais para a manutenção da vida.

#### Definições alternativas
Do ponto de vista da física, os seres vivos são sistemas termodinâmicos com uma estrutura molecular organizada que podem se reproduzir e evoluir conforme dita a sobrevivência. Termodinamicamente, a vida foi descrita como um sistema aberto que faz uso de gradientes em seu entorno para criar cópias imperfeitas de si mesmo. Outra forma de colocar isso é definir a vida como "um sistema químico autossustentável capaz de sofrer evolução darwiniana", definição adotada por um comitê da NASA que tenta definir a vida para fins de exobiologia, a partir de uma sugestão de Carl Sagan. Um dos principais pontos fortes dessa definição é que ela distingue a vida pelo processo evolutivo e não por sua composição química.
Outros têm um ponto de vista sistêmico que não depende necessariamente da química molecular. Uma definição sistêmica de vida é que as coisas vivas são auto-organizadas e autopoiéticas (autoprodutoras). Variações desta definição incluem a definição de Stuart Kauffman como um agente autônomo ou um sistema multiagente capaz de se reproduzir ou de completar pelo menos um ciclo de trabalho termodinâmico. Essa definição é estendida pelo aparecimento de novas funções ao longo do tempo.

#### Vírus

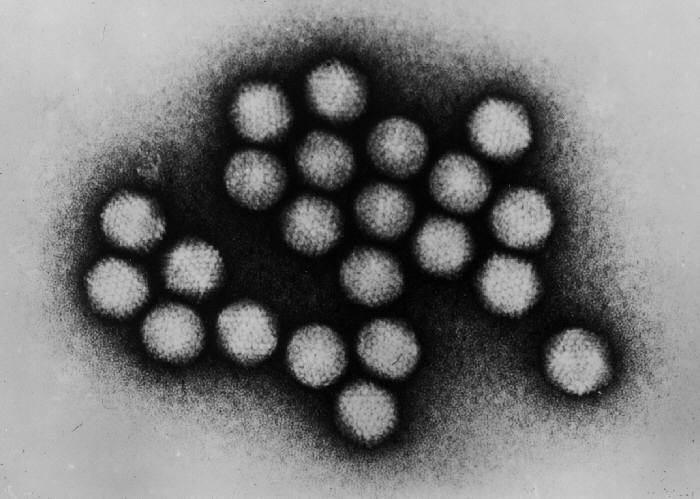
Adenovírus visto sob um microscópio eletrônico

A questão sobre se os vírus devem ou não ser considerados vivos ainda é controversa. Na maioria das vezes, eles são considerados apenas replicadores codificadores de genes, em vez de formas de vida. Eles foram descritos como "organismos no limite da vida" porque possuem genes, evoluem por seleção natural e se replicam criando várias cópias de si mesmos por meio da automontagem. No entanto, os vírus não se metabolizam e requerem uma célula hospedeira para fazer novas cópias de si mesmo. A automontagem do vírus dentro das células hospedeiras tem implicações para o estudo da origem da vida, pois pode apoiar a hipótese de que a vida poderia ter começado como moléculas orgânicas que se automontavam.

### Biofísica
Para refletir os fenômenos mínimos necessários, outras definições biológicas de vida foram propostas, com muitas delas sendo baseadas em sistemas químicos. Os biofísicos apontam que as coisas vivas funcionam na entropia negativa. Em outras palavras, os processos vivos podem ser vistos como um atraso da difusão ou dispersão espontânea da energia interna das moléculas biológico para microestados mais potenciais. Em mais detalhes, de acordo com físicos como John Bernal, Erwin Schrödinger, Eugene Wigner e John Avery, a vida é um membro da classe de fenômenos que são sistemas abertos ou contínuos capazes de diminuir sua entropia interna às custas de substâncias ou através de energia livre retirada do meio ambiente e, posteriormente, rejeitada de forma degradada. O surgimento e a popularidade crescente da biomimética (o projeto e a produção de materiais, estruturas e sistemas modelados em entidades e processos biológicos) provavelmente redefinirão a fronteira entre a vida natural e a artificial.

### Teorias de sistemas vivos

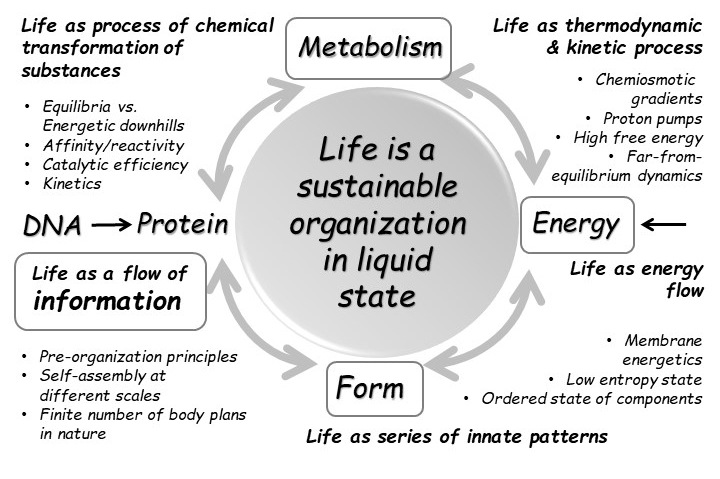
Definição de vida celular segundo Budisa, Kubyshkin e Schmidt.

Os sistemas vivos são seres vivos abertos e auto-organizados que interagem com o meio ambiente. Esses sistemas são mantidos por fluxos de informação, energia e matéria. Budisa, Kubyshkin e Schmidt definiram a vida celular como uma unidade organizacional baseada em quatro pilares/pedras angulares: (i) energia, (ii) metabolismo, (iii) informação e (iv) forma. Este sistema é capaz de regular e controlar o metabolismo e o suprimento de energia e contém pelo menos um subsistema que funciona como portador de informações (informações genéticas). As células como unidades autossustentáveis são partes de diferentes populações que estão envolvidas no processo unidirecional e irreversível em aberto conhecido como evolução.
Alguns cientistas propuseram nas últimas décadas que uma teoria geral dos sistemas vivos é necessária para explicar a natureza da vida. Essa teoria surgiria das ciências ecológicas e biológicas e tentaria mapear os princípios gerais de como todos os sistemas vivos funcionam. Em vez de examinar os fenômenos tentando decompor as coisas em componentes, uma teoria geral dos sistemas vivos explora os fenômenos em termos de padrões dinâmicos das relações dos organismos com seu ambiente.

#### Hipótese de Gaia
A ideia de que a Terra está viva é encontrada na filosofia e na religião, mas a primeira discussão científica sobre isso foi feita pelo cientista escocês James Hutton. Em 1785, ele afirmou que a Terra era um superorganismo e que seu estudo adequado deveria ser a fisiologia. Hutton é considerado o pai da geologia, mas sua ideia de uma Terra viva foi esquecida no intenso reducionismo do século XIX.:10 A hipótese Gaia, proposta na década de 1960 pelo cientista James Lovelock, sugere que a vida na Terra funciona como um único organismo que define e mantém as condições ambientais necessárias para sua sobrevivência. Essa hipótese serviu como um dos fundamentos da ciência moderna do sistema terrestre.

#### Não fracionamento
O biologista teórico estadunidense Robert Rosen dedicou grande parte de sua carreira, de 1958 a diante, ao desenvolvimento de uma teoria abrangente da vida como um sistema complexo auto-organizado, "fechado à causação eficiente". Ele definiu um componente do sistema como "uma unidade de organização; uma parte com uma função, ou seja, uma relação definida entre a parte e o todo." Ele identificou a "não fracionamento de componentes em um organismo" como a diferença fundamental entre sistemas vivos e "máquinas biológicas". Ele resumiu suas opiniões em seu livro Life Itself. Ideias semelhantes podem ser encontradas no livro Living Systems de James Grier Miller.

#### Vida como propriedade dos ecossistemas
Uma visão sistêmica da vida trata os fluxos ambientais e biológicos juntos como uma "reciprocidade de influência" e uma relação recíproca com o meio ambiente é indiscutivelmente tão importante para a compreensão da vida quanto para a compreensão dos ecossistemas. Como Harold J. Morowitz (1992) explica, a vida é uma propriedade de um sistema ecológico ao invés de um único organismo ou espécie. Ele argumenta que uma definição ecossistêmica de vida é preferível a uma estritamente bioquímica ou física. Robert Ulanowicz (2009) destaca o mutualismo como a chave para entender o comportamento sistêmico e gerador de ordem da vida e dos ecossistemas.

#### Biologia de sistemas complexos
A biologia de sistemas complexos (BSC) é um campo da ciência que estuda o surgimento da complexidade em organismos funcionais do ponto de vista da teoria dos sistemas dinâmicos. Esta última também é frequentemente chamada de biologia sistêmica e visa compreender os aspectos mais fundamentais da vida. Uma abordagem intimamente relacionada à BSC e à biologia sistêmica, chamada biologia relacional, preocupa-se principalmente com a compreensão dos processos vitais em termos das relações mais importantes e categorias de tais relações entre os componentes funcionais essenciais dos organismos; para organismos multicelulares, isso foi definido como "biologia categórica", ou uma representação modelo de organismos como uma teoria de categorias de relações biológicas, bem como uma topologia algébrica da organização funcional de organismos vivos em termos de suas redes biológicas dinâmicas e complexas de processos metabólicos, genéticos e epigenéticos e vias de sinalização. Abordagens alternativas, mas intimamente relacionadas, enfocam a interdependência das restrições, em que as restrições podem ser moleculares, como enzimas, ou macroscópicas, como a geometria de um osso ou do sistema vascular.

#### Dinâmica darwiniana
Também foi argumentado que a evolução da ordem nos sistemas vivos e em certos sistemas físicos obedece a um princípio fundamental comum denominado dinâmica darwiniana. A dinâmica darwiniana foi formulada considerando primeiro como a ordem macroscópica é gerada em um sistema não biológico simples, longe do equilíbrio termodinâmico, e depois estendendo a consideração para moléculas curtas e replicantes de RNA. Concluiu-se que o processo de geração de pedidos subjacente é basicamente semelhante para os dois tipos de sistemas.

#### Teoria do operador
Outra definição sistêmica chamada "teoria do operador" propõe que "vida é um termo geral para a presença dos fechamentos típicos encontrados nos organismos; os fechamentos típicos são uma membrana e um conjunto autocatalítico na célula" e que um organismo é qualquer sistema com uma organização que atende a um tipo de operador que é pelo menos tão complexo quanto a célula. A vida também pode ser modelada como uma rede de realimentação negativa inferiores de mecanismos reguladores subordinados a uma realimentação positiva superior formada pelo potencial de expansão e reprodução.

## História de estudo

### Materialismo
Algumas das primeiras teorias da vida eram materialistas, sustentando que tudo o que existe é matéria e que a vida é apenas uma forma complexa ou arranjo da matéria. Empédocles (430 a.C.) argumentou que tudo no universo é feito de uma combinação de quatro "elementos" eternos ou "raízes de todos": terra, água, ar e fogo. Todas as mudanças são explicadas pelo arranjo e rearranjo desses quatro elementos. As várias formas de vida são causadas por uma mistura apropriada de elementos.
Demócrito (460 a.C.) pensava que a característica essencial da vida é ter alma (psique). Como outros escritores antigos, ele estava tentando explicar o que torna algo vivo. Sua explicação foi que os átomos de fogo fazem uma alma exatamente da mesma maneira que os átomos e o vazio são responsáveis por qualquer outra coisa. Ele elabora sobre o fogo por causa da aparente conexão entre vida e calor e porque o fogo "se move".
O materialismo mecanicista que se originou na Grécia Antiga foi revivido e revisado pelo filósofo francês René Descartes (1596-1650), que sustentou que os animais e os humanos eram montagens de partes que juntas funcionavam como uma máquina. Essa ideia foi desenvolvida por Julien Offray de La Mettrie (1709–1750) em seu livro L'Homme Machine.
No século XIX, os avanços na teoria das células nas ciências biológicas encorajaram essa visão. A teoria da evolução de Charles Darwin (1859) é uma explicação mecanicista para a origem das espécies por meio da seleção natural.
No início do século XX, Stéphane Leduc (1853-1939) promoveu a ideia de que os processos biológicos podiam ser entendidos em termos de física e química, e que seu crescimento se assemelhava ao de cristais inorgânicos imersos em soluções de silicato de sódio. Suas ideias, expostas em seu livro La biologie synthétique foram amplamente rejeitadas durante sua vida, mas geraram um ressurgimento do interesse no trabalho de Russell, Barge e colegas.

### Hilomorfismo

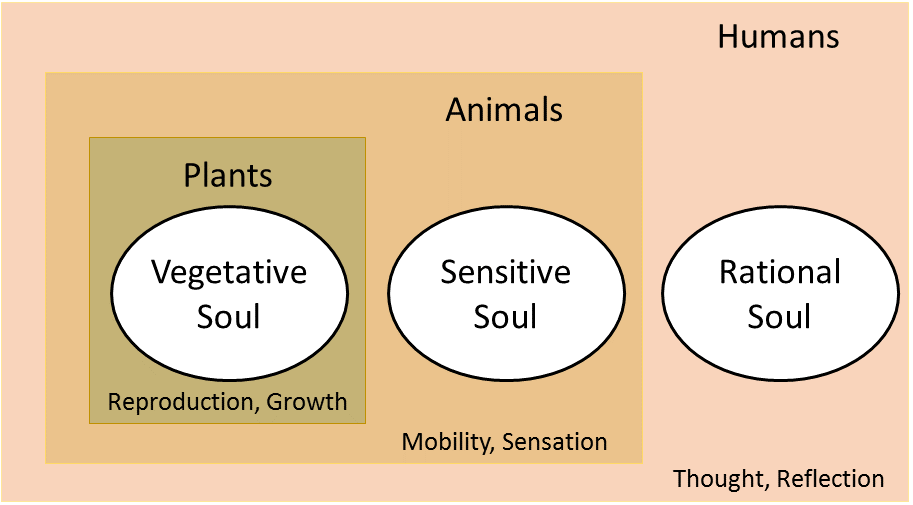
A estrutura das almas das plantas, animais e humanos, de acordo com Aristóteles

O hilomorfismo é uma teoria expressa pela primeira vez pelo filósofo grego Aristóteles (322 a.C.). A aplicação do hilomorfismo à biologia foi importante para Aristóteles, e a biologia é amplamente abordada em seus escritos existentes. Nesta visão, tudo no universo material tem matéria e forma, sendo que a forma de uma coisa viva é sua alma (grego psyche, latim anima). Existem três tipos de almas: a alma vegetativa das plantas, que faz com que cresçam, apodreçam e se nutram, mas não causa movimento e sensação; a alma animal, que faz com que os animais se movam e sintam; e a alma racional, que é a fonte da consciência e do raciocínio, que (acreditava Aristóteles) só se encontra nos humanos. Cada alma superior possui todos os atributos das inferiores. Aristóteles acreditava que, embora a matéria possa existir sem forma, a forma não pode existir sem matéria e que, portanto, a alma não pode existir sem o corpo.
Esse relato é consistente com as explicações teleológicas da vida, que explicam os fenômenos em termos de propósito ou direcionamento a um objetivo. Assim, a brancura da pelagem do urso polar é explicada por sua finalidade de camuflagem. A direção da causalidade (do futuro para o passado) está em contradição com a evidência científica para a seleção natural, que explica a consequência em termos de uma causa anterior. As características biológicas são explicadas não olhando para os resultados ideais futuros, mas olhando para a história evolutiva passada de uma espécie, que levou à seleção natural das características em questão.

### Geração espontânea
A geração espontânea era a crença de que organismos vivos podem se formar sem descendência de organismos semelhantes. Normalmente, a ideia era que certas formas, como pulgas, poderiam surgir de matéria inanimada, como poeira, ou da suposta geração sazonal de camundongos e insetos da lama ou lixo.
A teoria da geração espontânea foi proposta por Aristóteles, que compilou e expandiu o trabalho dos filósofos naturais anteriores e as várias explicações antigas do surgimento dos organismos; essa teoria foi a dominante por dois milênios, mas foi decididamente dissipada pelas experiências de Louis Pasteur em 1859, que expandiu as investigações de predecessores como Francesco Redi. A refutação das ideias tradicionais de geração espontânea não é mais controversa entre os biólogos.

### Vitalismo
O vitalismo é a crença de que o princípio vital não é material. Originou-se com Georg Ernst Stahl (século XVII) e permaneceu popular até meados do século XIX. Ela atraiu filósofos como Henri Bergson, Friedrich Nietzsche e Wilhelm Dilthey, anatomistas como Xavier Bichat e químicos como Justus von Liebig. O vitalismo incluía a ideia de que havia uma diferença fundamental entre o material orgânico e o inorgânico e a crença de que o material orgânico só pode ser derivado de coisas vivas. Isso foi refutado em 1828, quando Friedrich Wöhler preparou ureia a partir de materiais inorgânicos. Esta síntese de Wöhler é considerada o ponto de partida da química orgânica moderna. Tem importância histórica porque, pela primeira vez, um composto orgânico foi produzido em reações inorgânicas.
Durante a década de 1850, Hermann von Helmholtz, antecipado por Julius Robert von Mayer, demonstrou que nenhuma energia é perdida no movimento muscular, sugerindo que não havia "forças vitais" necessárias para mover um músculo. Esses resultados levaram ao abandono do interesse científico pelas teorias vitalísticas, especialmente após a demonstração de Eduard Buchner de que a fermentação alcoólica poderia ocorrer em extratos de levedura livres de células. No entanto, a crença ainda existe em teorias pseudocientíficas, como a homeopatia, que interpreta as doenças e enfermidades como causadas por distúrbios em uma hipotética força vital ou vital.

## Origem
A idade da Terra é de cerca de 4540 milhões de anos. As evidências sugerem que a vida na Terra existe há pelo menos 3500 milhões de anos, sendo que os mais antigos traços físicos de vida datam de 3700 milhões de anos; no entanto, algumas teorias, como a teoria do bombardeio tardio, sugerem que a vida na Terra pode ter começado ainda mais cedo, há entre 4100 e 4400 milhões de anos, sendo que a química que leva à vida pode ter começado logo após o Big Bang, há 13800 milhões de anos, durante uma época em que o universo tinha apenas entre 10 e 17 milhões de anos de idade.
Estima-se que mais de 99% de todas as espécies de formas de vida, totalizando mais de 5000 milhões de espécies que já viveram na Terra, já estejam extintas.
Embora o número de espécies de formas de vida catalogadas da Terra esteja entre 1,2 milhão e 2 milhões, o número total de espécies no planeta é incerto. As estimativas variam de 8 milhões até 100 milhões, com uma faixa mais estreita entre 10 e 14 milhões, mas podendo chegar a 1 trilhão de espécies (com apenas um milésimo de um por cento delas descritas) de acordo com estudos realizados em maio de 2016. O número total de pares de bases de DNA relacionados na Terra é estimado em 5,0 x 1037 e pesa 50 000 milhões de toneladas. Em comparação, a massa total da biosfera foi estimada em até 4 TtC (trilhões de toneladas de carbono). Em julho de 2016, os cientistas relataram a identificação de um conjunto de 355 genes do Último Ancestral Comum Universal (LUCA, sigla em inglês) de todos os organismos que vivem no planeta.
Todas as formas de vida conhecidas compartilham mecanismos moleculares fundamentais, refletindo sua descendência comum; com base nessas observações, hipóteses sobre a origem da vida tentam encontrar um mecanismo que explique a formação de um ancestral comum universal, desde moléculas orgânicas simples, via vida pré-celular, até protocélulas e metabolismo. Os modelos foram divididos em categorias "primeiro os genes" e "primeiro o metabolismo", mas uma tendência recente é o surgimento de modelos híbridos que combinam as duas categorias.
Não há consenso científico atual sobre como a vida se originou. No entanto, os modelos científicos mais aceitos baseiam-se no experimento de Miller-Urey e no trabalho de Sidney Fox, que mostram que as condições na Terra primitiva favoreciam reações químicas que sintetizavam aminoácidos e outros compostos orgânicos a partir de precursores inorgânicos, sendo que os fosfolipídios formavam espontaneamente bicamadas lipídicas, a estrutura básica de uma membrana celular .
Os organismos vivos sintetizam proteínas, que são polímeros de aminoácidos usando instruções codificadas pelo ácido desoxirribonucléico (DNA). A síntese de proteínas envolve polímeros intermediários de ácido ribonucleico (RNA). Uma possibilidade de como a vida começou é que os genes se originaram primeiro, seguidos pelas proteínas; a alternativa é que as proteínas vieram primeiro e depois os genes.

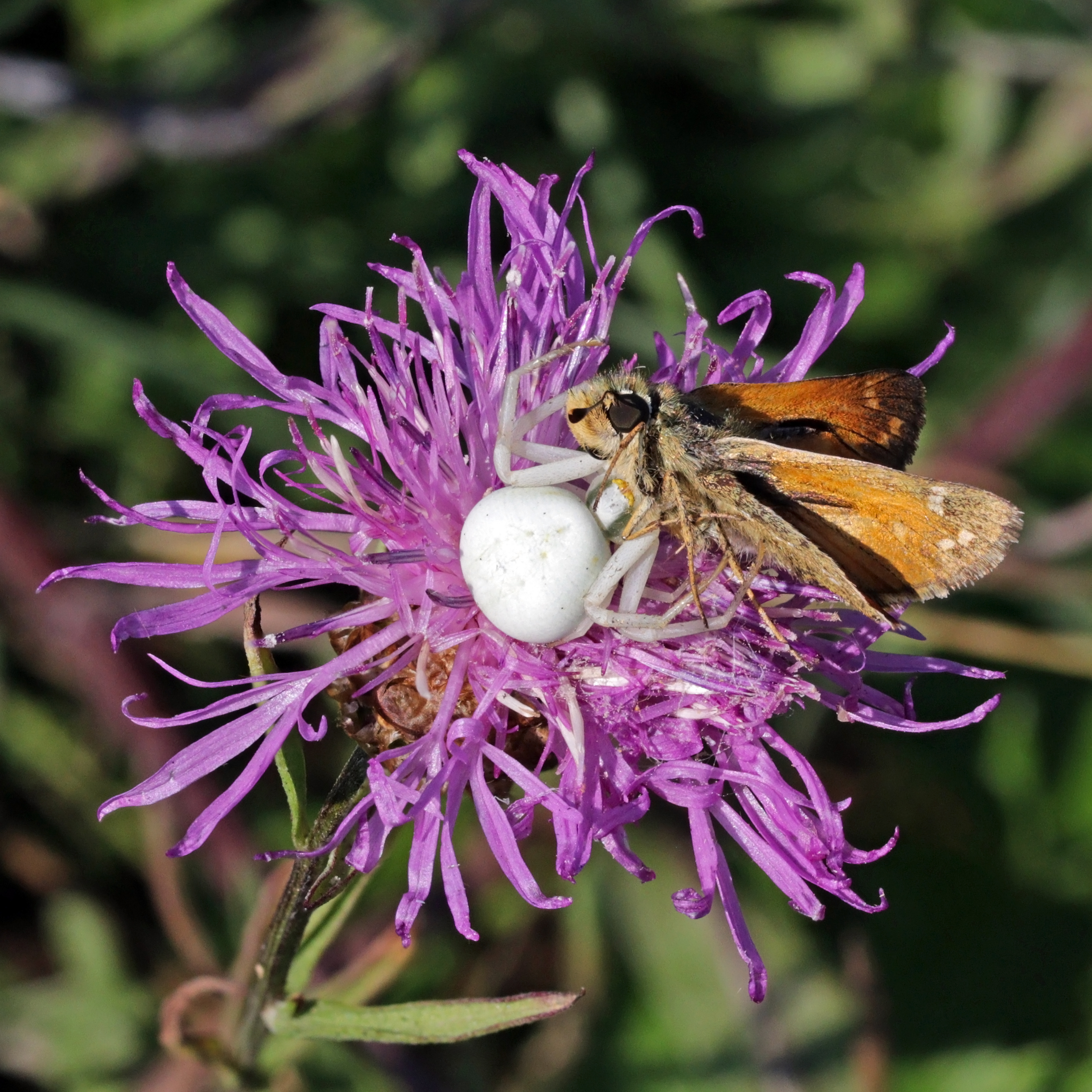
Fêmea de aranha-caranguejo-das-flores (Misumena vatia) com sua presa, uma borboleta Hesperia comma, em uma flor de Centaurea jacea, parque nacional de Bükk, Hungria

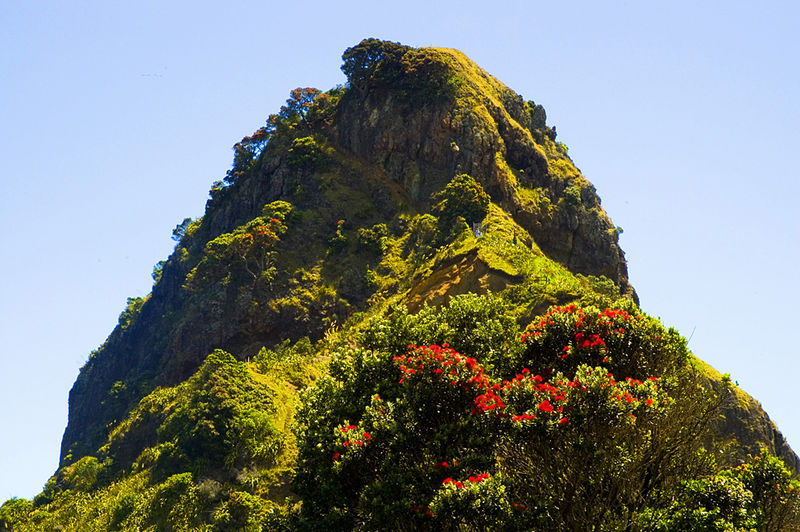
A Terra apresenta uma grande biodiversidade, com numerosas espécies de seres vivos.

No entanto, como os genes e as proteínas são necessários para um produzir o outro, o problema de considerar quem veio primeiro é como o da galinha ou do ovo. A maioria dos cientistas adotou a hipótese de que, por causa disso, é improvável que genes e proteínas tenham surgido de forma independente.
Portanto, uma possibilidade, sugerida pela primeira vez por Francis Crick, é que a primeira forma de vida era baseada em RNA, que tem as propriedades de armazenamento de informações semelhantes ao DNA e as propriedades catalíticas de algumas proteínas. Isso é chamado de hipótese do mundo de RNA e é apoiado pela observação de que muitos dos componentes mais críticos das células (aqueles que evoluem mais lentamente) são compostos principalmente ou inteiramente de RNA. Além disso, muitos cofatores críticos (ATP, Acetil-CoA, NADH, etc.) são nucleotídeos ou substâncias claramente relacionadas a eles. As propriedades catalíticas do RNA ainda não haviam sido demonstradas quando a hipótese foi proposta pela primeira vez, mas foram confirmadas por Thomas Cech em 1986.
Um problema com a hipótese do mundo do RNA é que a síntese de RNA a partir de precursores inorgânicos simples é mais difícil do que para outras moléculas orgânicas. Uma razão para isso é que os precursores de RNA são muito estáveis e reagem uns com os outros muito lentamente em condições ambientais. Também foi proposto que os organismos vivos consistiam em outras moléculas antes do RNA. No entanto, a síntese bem-sucedida de certas moléculas de RNA nas condições que existiam antes da vida na Terra foi alcançada adicionando precursores alternativos em uma ordem especificada, com o fosfato precursor presente ao longo da reação. Este estudo torna a hipótese do mundo do RNA mais plausível.
Descobertas geológicas em 2013 mostraram que espécies reativas de fósforo (como fosfito) estavam em abundância no oceano antes de 3 500 milhões de anos e que a schreibersita reage facilmente com o glicerol aquoso para gerar fosfito e glicerol 3-fosfato. A hipótese é que meteoritos contendo schreibersita do bombardeio tardio poderiam ter fornecido fósforo reduzido, que poderia reagir com moléculas orgânicas prebióticas para formar biomoléculas fosforiladas, como o RNA.
Em 2009, experimentos demonstraram a evolução darwiniana de um sistema de enzimas de RNA de dois componentes (ribozimas) in vitro. O trabalho foi realizado no laboratório de Gerald Joyce, que afirmou: "Este é o primeiro exemplo, fora da biologia, de adaptação evolutiva em um sistema genético molecular".
Os compostos prebióticos também podem ter origem extraterrestre. Descobertas da NASA em 2011, baseadas em estudos com meteoritos encontrados na Terra, sugerem que componentes de DNA e RNA (adenina, guanina e moléculas orgânicas relacionadas) podem ser formados no espaço sideral.
Em março de 2015, os cientistas da NASA relataram que, pela primeira vez, compostos orgânicos complexos de DNA e RNA, como uracila, citosina e timina, foram formados em laboratório sob as mesmas condições do espaço sideral, usando produtos químicos iniciais, como a pirimidina, encontrados em meteoritos. A pirimidina, assim como os hidrocarbonetos aromáticos policíclicos (HAPs), o produto químico mais rico em carbono encontrado no universo, pode ter se formado em gigantes vermelhas ou em poeira interestelar e nuvens de gás, segundo os cientistas.
De acordo com a hipótese da panspermia, vida microscópica - distribuída por meteoroides, asteroides e outros pequenos corpos do Sistema Solar - pode existir em todo o universo.

## Condições ambientais

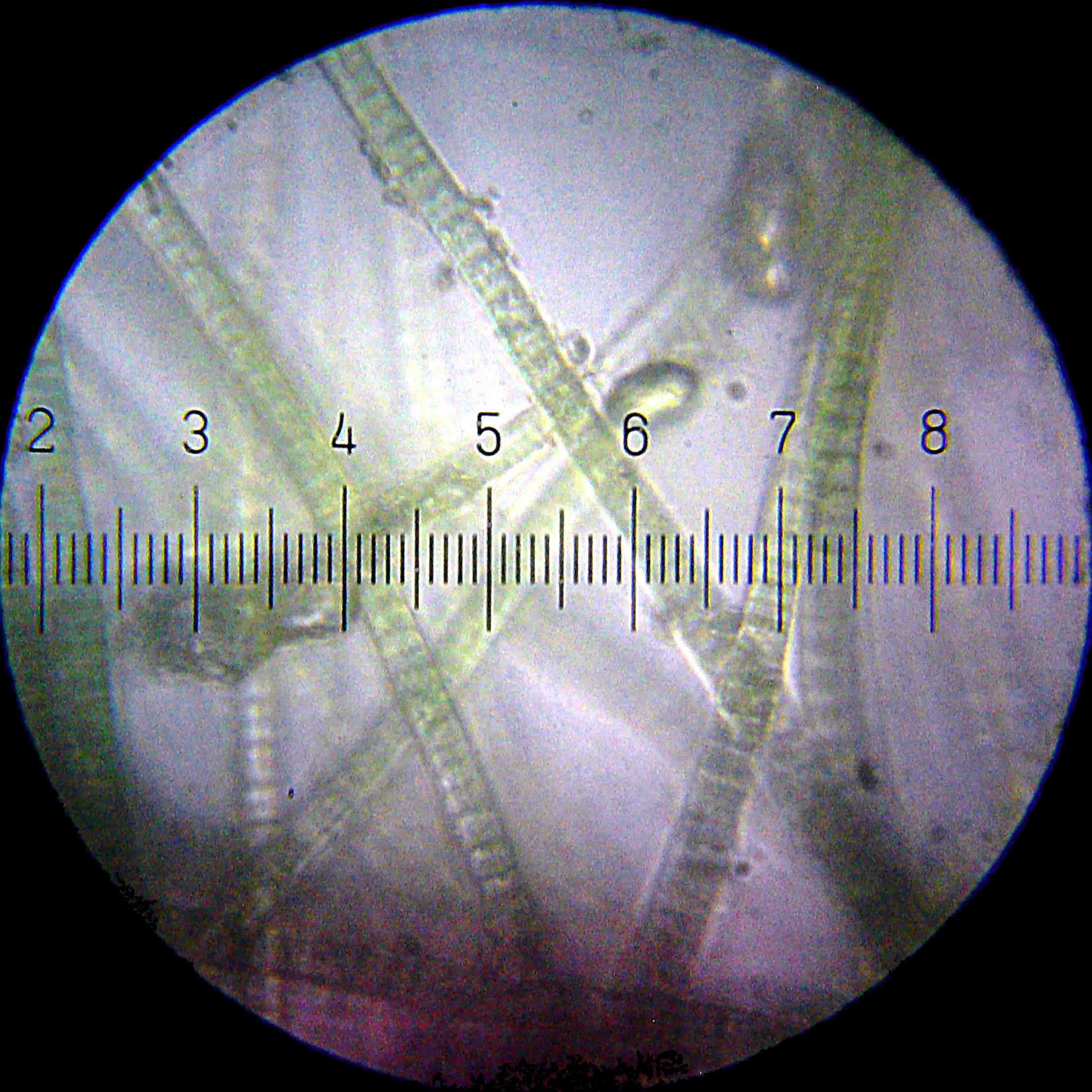
As cianobactérias mudaram dramaticamente a composição das formas de vida na Terra, levando à quase extinção de organismos intolerantes ao oxigênio

A diversidade da vida na Terra é resultado da interação dinâmica entre oportunidade genética, capacidade metabólica, desafios ambientais e simbiose. Durante a maior parte de sua existência, o ambiente habitável da Terra foi dominado por microrganismos e sujeito ao seu metabolismo e evolução. Como consequência dessas atividades microbianas, o ambiente físico-químico do planeta tem mudado em uma escala de tempo geológica, afetando assim o caminho de evolução da vida subsequente. Por exemplo, a liberação de oxigênio molecular pelas cianobactérias como um subproduto da fotossíntese induziu mudanças globais no meio ambiente da Terra. Como o oxigênio era tóxico para a maior parte da vida na Terra na época, isso representou novos desafios evolutivos e, em última análise, resultou na formação das principais espécies de animais e plantas do planeta. Essa interação entre os organismos e seu ambiente é uma característica inerente dos sistemas vivos.

### Biosfera
A biosfera é a soma global de todos os ecossistemas. Também pode ser denominado como a zona da vida na Terra, um sistema fechado (separado da radiação solar e cósmica e do calor do interior da Terra) e amplamente autorregulado. Pela definição biofisiológica mais geral, a biosfera é o sistema ecológico global que integra todos os seres vivos e seus relacionamentos, incluindo sua interação com os elementos da litosfera, geosfera, hidrosfera e atmosfera.

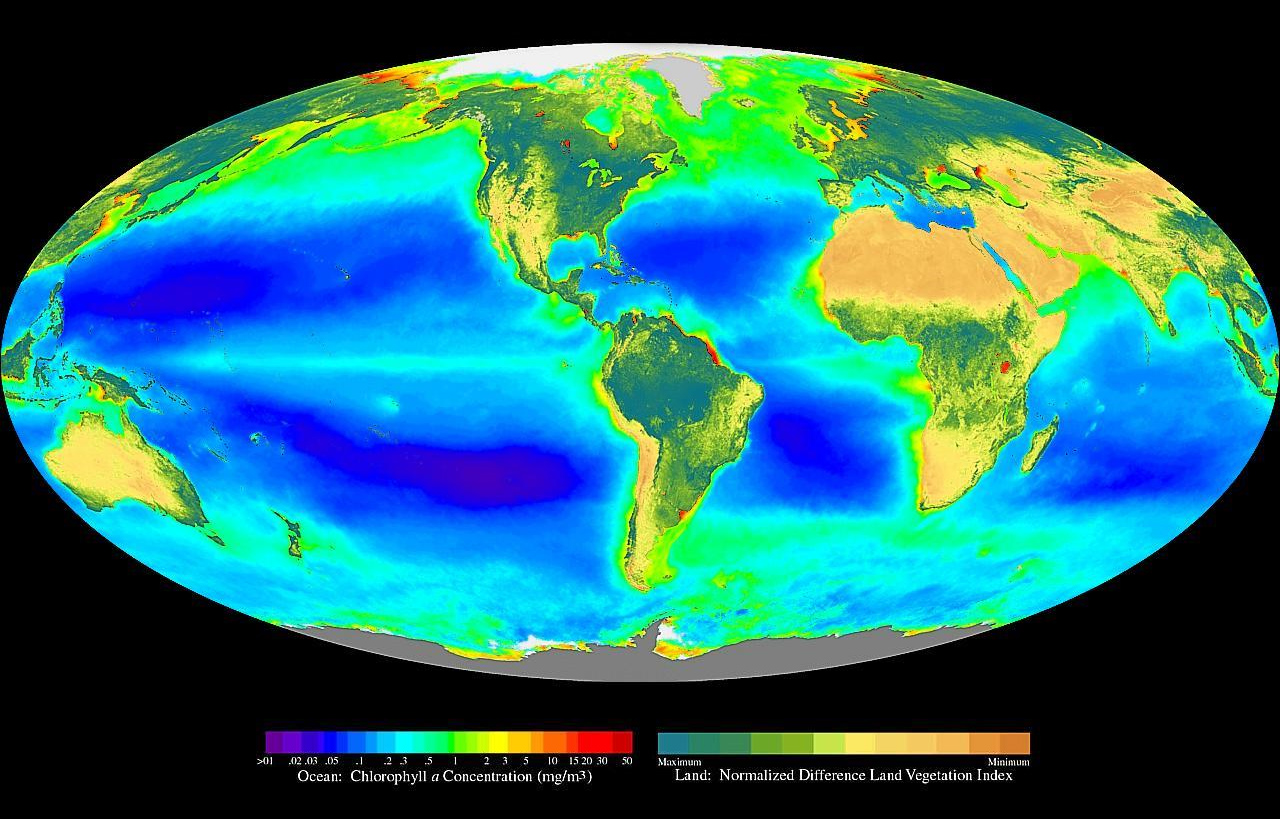
Composição em falsa cor da abundância fotoautotrófica oceânica e terrestre global, de setembro de 1997 a agosto de 2000

As formas de vida vivem em todas as partes da biosfera da Terra, como solo, fontes termais, dentro de rochas, pelo menos 19 km no subsolo profundo, as partes mais profundas do oceano, e pelo menos há 64 km de altura. Sob certas condições de teste, observou-se que formas de vida prosperam na quase ausência de peso do espaço e sobrevivem no vácuo do espaço sideral. As formas de vida parecem prosperar na Fossa das Marianas, o local mais profundo dos oceanos da Terra. Outros pesquisadores relataram estudos relacionados que as formas de vida prosperam dentro de rochas até 580 m abaixo do fundo do mar, cerca 2 590 m   ao largo da costa noroeste dos Estados Unidos, bem como 2.400 m abaixo do leito marinho do Japão. Em agosto de 2014, cientistas confirmaram a existência de formas de vida vivendo 800 m abaixo do gelo da Antártica. De acordo com um pesquisador, "Você pode encontrar micróbios em todos os lugares - eles são extremamente adaptáveis às condições e sobrevivem onde quer que estejam."
Postula-se que biosfera tenha evoluído, começando com um processo de biopoese (vida criada naturalmente a partir de matéria não viva, como compostos orgânicos simples) ou biogênese (vida criada a partir de matéria viva), pelo menos há cerca de 3500 milhões de anos. As primeiras evidências de vida na Terra incluem grafite biogênico encontrado em rochas metassedimentares de 3700 milhões de anos da Groenlândia Ocidental e fósseis microbianos encontrados em arenito de 3 480 milhões de anos da Austrália Ocidental. Mais recentemente, em 2015, "restos de vida biótica" foram encontrados em rochas de 4 100 milhões de anos no oeste da Austrália. Em 2017, foi anunciado que microorganismos fossilizados putativos (ou microfósseis) foram descobertos em precipitados de fontes hidrotermais no Cinturão Nuvvuagittuq em Quebec, no Canadá, que tinham até 4280 milhões de anos, o registro mais antigo de vida na Terra, sugerindo "um surgimento quase instantâneo da vida" após a formação do oceano, 4400 milhões de anos, e não muito depois da formação da Terra, há 4 540 milhões de anos. De acordo com o biólogo Stephen Blair Hedges, "se a vida surgiu relativamente rápido na Terra ... então ela poderia ser comum no universo."
Em um sentido geral, biosferas são quaisquer sistemas fechados e autorregulados contendo ecossistemas. Isso inclui biosferas artificiais, como a Biosfera 2 e a BIOS-3, e potencialmente outras em outros planetas ou luas.

### Faixa de tolerância

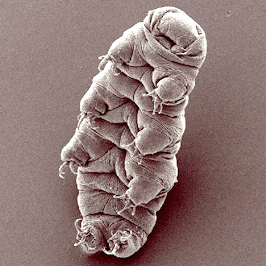
Os tardígrados podem sobreviver a temperaturas variando desde pouco mais do que o zero absoluto (-273,15 °C) até os, resistir a pressões de 6 mil atmosferas e de radiação (cerca de 1 000 vezes mais que um ser humano pode suportar), além de sobrevir ao vácuo do espaço sideral

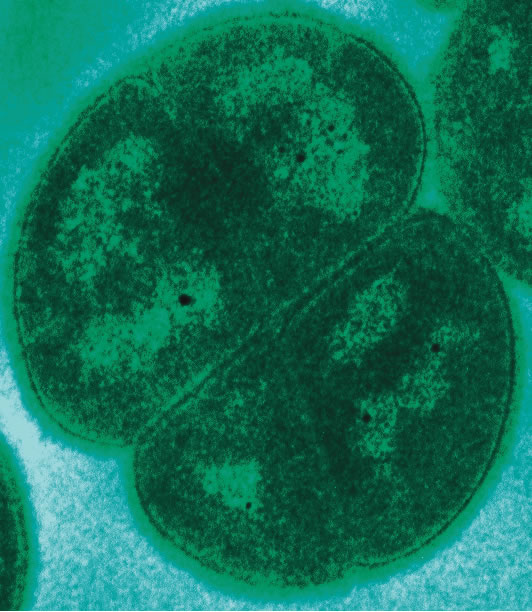
Deinococcus radiodurans é um extremófilo que pode resistir a condições extremas de frio, desidratação, vácuo, ácido e exposição à radiação.

Os componentes inertes de um ecossistema são os fatores físicos e químicos necessários à vida - energia (luz solar ou química), água, calor, atmosfera, gravidade, nutrientes e proteção contra a radiação solar ultravioleta. Na maioria dos ecossistemas, as condições variam durante o dia e de uma estação para a outra. Para viver na maioria dos ecossistemas, então, os organismos devem ser capazes de sobreviver a uma série de condições, chamada de "faixa de tolerância". Fora disso estão as "zonas de estresse fisiológico", onde a sobrevivência e a reprodução são possíveis, mas não ótimas. Além dessas zonas estão as "zonas de intolerância", onde a sobrevivência e reprodução desse organismo é improvável ou impossível. Organismos que têm uma ampla faixa de tolerância são mais amplamente distribuídos do que organismos com uma faixa estreita de tolerância.

### Extremófilos
Para sobreviver, alguns microrganismos podem assumir formas que os permitem resistir ao congelamento, dessecação completa, fome, altos níveis de exposição à radiação e outros desafios físicos ou químicos. Esses microrganismos podem sobreviver nessas condições por semanas, meses, anos ou mesmo séculos. Extremófilos são formas de vida microbiana que prosperam fora das faixas onde a vida é comumente encontrada. Eles se destacam por explorar fontes incomuns de energia. Embora todos os organismos sejam compostos de moléculas quase idênticas, a evolução permitiu que esses micróbios lidassem com essa ampla gama de condições físicas e químicas. A caracterização da estrutura e a diversidade metabólica das comunidades microbianas em tais ambientes extremos está em andamento.
Micróbios prosperam até mesmo na Fossa das Marianas, o ponto mais profundo dos oceanos da Terra. Os micróbios também prosperam até 580 m dentro de rochas 2,6 km abaixo do nível do mar. Expedições do Programa de Descoberta do Oceano Internacional encontraram vida unicelular em sedimentos de 120 °C que estão 1,2 km abaixo do fundo do mar na zona de subducção Nankai Trough.
A investigação da tenacidade e versatilidade da vida na Terra, bem como uma compreensão dos sistemas moleculares que alguns organismos utilizam para sobreviver a tais extremos, é importante para a busca de vida extraterrestre. Por exemplo, o líquen pode sobreviver por um mês em um ambiente que simula as condições ambientais de Marte.

### Elementos químicos
Todas as formas de vida requerem certos elementos químicos essenciais para o funcionamento bioquímico. Isso inclui carbono, hidrogênio, nitrogênio, oxigênio, fósforo e enxofre - os macronutrientes elementares para todos os organismos - frequentemente representados pela sigla CHNOPS (em inglês). Juntos, eles formam ácidos nucléicos, proteínas e lipídios, a maior parte da matéria viva. Cinco desses seis elementos compreendem os componentes químicos do DNA, com exceção do enxofre. Este último é um componente dos aminoácidos cisteína e metionina. O mais biologicamente abundante desses elementos é o carbono, que tem o atributo desejável de formar ligações covalentes múltiplas e estáveis. Isso permite que as moléculas baseadas em carbono (orgânicas) formem uma imensa variedade de arranjos químicos. Tipos hipotéticos de bioquímica foram propostos para eliminar um ou mais desses elementos, trocar um elemento por um que não está na lista ou alterar as quiralidades necessárias ou outras propriedades químicas.

#### DNA

Animação de um DNA de dupla hélice

O ácido desoxirribonucleico é uma molécula que carrega a maioria das instruções genéticas usadas no crescimento, desenvolvimento, funcionamento e reprodução de todos os organismos vivos conhecidos e muitos vírus. DNA e RNA são ácidos nucléicos; ao lado de proteínas e carboidratos complexos, eles são um dos três principais tipos de macromoléculas essenciais para todas as formas de vida conhecidas. A maioria das moléculas de DNA consiste em duas fitas de biopolímero enroladas uma em torno da outra para formar uma dupla hélice. As duas fitas de DNA são conhecidas como polinucleotídeos, pois são compostas de unidades mais simples chamadas de nucleotídeos. Cada nucleotídeo é composto de uma nucleobase contendo nitrogênio - citosina (C), guanina (G), adenina (A) ou timina (T) - bem como um açúcar chamado desoxirribose e um grupo fosfato. Os nucleotídeos são unidos uns aos outros em uma cadeia por ligações covalentes entre o açúcar de um nucleotídeo e o fosfato do próximo De acordo com as regras de emparelhamento de bases (A com T e C com G), as ligações de hidrogênio ligam as bases nitrogenadas das duas fitas polinucleotídicas separadas para formar o DNA de fita dupla. A quantidade total de pares de bases de DNA relacionados na Terra é estimada em 5,0 x 1037 e pesa 50 000 milhões de toneladas. Em comparação, a massa total da biosfera foi estimada em até 4 TtC (trilhões de toneladas de carbono).
O DNA armazena informações biológicas. O esqueleto do DNA é resistente à clivagem e ambas as fitas da estrutura de fita dupla armazenam a mesma informação biológica. A informação biológica é replicada conforme as duas fitas são separadas. Uma parte significativa do DNA (mais de 98% para humanos) não é codificante, o que significa que essas seções não servem como padrões para sequências de proteínas.
As duas fitas de DNA correm em direções opostas uma à outra e, portanto, são antiparalelas. Anexado a cada açúcar está um dos quatro tipos de nucleobases (informalmente, bases). É a sequência dessas quatro nucleobases ao longo da espinha dorsal que codifica a informação biológica. Sob o código genético, as fitas de RNA são traduzidas para especificar a sequência de aminoácidos dentro das proteínas. Essas fitas de RNA são inicialmente criadas usando fitas de DNA como um modelo em um processo denominado transcrição.
Dentro das células, o DNA é organizado em longas estruturas chamadas cromossomos. Durante a divisão celular, esses cromossomos são duplicados no processo de replicação do DNA, fornecendo a cada célula seu próprio conjunto completo de cromossomos. Os organismos eucarióticos (animais, plantas, fungos e protistas) armazenam a maior parte de seu DNA dentro do núcleo da célula e parte de seu DNA em organelas, como mitocôndrias ou cloroplastos. Em contraste, procariontes (bactérias e arqueias) armazenam seu DNA apenas no citoplasma. Dentro dos cromossomos, as proteínas da cromatina, como as histonas, compactam e organizam o DNA. Essas estruturas compactas guiam as interações entre o DNA e outras proteínas, ajudando a controlar quais partes do DNA são transcritas.
O DNA foi isolado pela primeira vez por Friedrich Miescher em 1869. Sua estrutura molecular foi identificada por James Watson e Francis Crick em 1953, cujos esforços de construção de modelos foram guiados por dados de difração de raios-X adquiridos por Rosalind Franklin.

## Classificação

### Antiguidade
A primeira tentativa conhecida de classificar organismos foi conduzida pelo filósofo grego Aristóteles (384-322 a.C.), que classificou todos os organismos vivos conhecidos na época como planta ou animal, com base principalmente em sua capacidade de se mover. Ele também distinguiu animais com sangue de animais sem sangue (ou pelo menos sem sangue vermelho), que podem ser comparados com os conceitos de vertebrados e invertebrados respectivamente, e dividiu os animais de sangue em cinco grupos: quadrúpedes vivíparos (mamíferos), quadrúpedes ovíparos (répteis e anfíbios), pássaros, peixes e baleias. Os animais incruentos também foram divididos em cinco grupos: cefalópodes, crustáceos, insetos (que incluíam as aranhas, escorpiões e centopéias, além do que definimos hoje como insetos), animais com casca (como a maioria dos moluscos e equinodermos) e "zoófitos" (animais que se assemelham a plantas). Embora o trabalho de Aristóteles em zoologia não fosse isento de erros, foi a mais grandiosa síntese biológica da época e permaneceu a autoridade máxima por muitos séculos após sua morte.

### Classificação linnaeana
A exploração europeia das Américas revelou um grande número de novas plantas e animais que precisavam de descrições e classificação. Na última parte do século XVI e no início do XVII, o estudo cuidadoso dos animais começou e foi gradualmente estendido até formar um corpo de conhecimento suficiente para servir de base anatômica para a classificação. No final da década de 1740, Carl Linnaeus introduziu seu sistema de nomenclatura binomial para a classificação das espécies. Lineu tentou melhorar a composição e reduzir o comprimento dos nomes de muitas palavras usados anteriormente, abolindo a retórica desnecessária, introduzindo novos termos descritivos e definindo precisamente seu significado. A classificação linnaeana tem oito níveis: domínios, reinos, filos, classe, ordem, família, gênero e espécie.
Os fungos foram originalmente tratados como plantas. Por um curto período, Linnaeus os classificou no táxon Vermes em Animalia, mas depois os colocou de volta em Plantae. Copeland classificou os Fungos em sua Protoctista, evitando parcialmente o problema, mas reconhecendo seu status especial. O problema foi finalmente resolvido por Whittaker, quando ele deu a eles seu próprio reino em seu sistema de cinco reinos. A história evolutiva mostra que os fungos estão mais intimamente relacionados aos animais do que às plantas.
À medida que novas descobertas possibilitaram o estudo detalhado de células e microrganismos, novos grupos de vida foram revelados e os campos da biologia celular e da microbiologia foram criados. Esses novos organismos foram originalmente descritos separadamente em protozoários como animais e protophyta/thallophyta como plantas, mas foram unidos por Haeckel no reino Protista; mais tarde, os procariontes foram separados no reino Monera, que viria a ser dividido em dois grupos separados, as Bactérias e as Archaea. Isso levou ao sistema de seis reinos e, por fim, ao sistema atual de três domínios, que se baseia em relacionamentos evolutivos. No entanto, a classificação dos eucariotos, principalmente dos protistas, ainda é controversa.
À medida que a microbiologia, a biologia molecular e a virologia se desenvolveram, foram descobertos agentes reprodutores não celulares, como vírus e viroides. Se estes são considerados seres vivos tem sido ainda é uma questão de debate; vírus carecem de características de vida, como membranas celulares, metabolismo e a capacidade de crescer ou responder a seus ambientes. Os vírus ainda podem ser classificados em "espécies" com base em sua biologia e genética, mas muitos aspectos dessa classificação permanecem controversos. Em maio de 2016, os cientistas relataram que estima-se que 1 trilhão de espécies viva na Terra atualmente, sendo que apenas um milésimo de um por cento delas foi descrita pela ciência.
O sistema linnaeano original foi modificado ao longo do tempo da seguinte forma:
| Linnaeus 1735 | Haeckel 1866 | Chatton 1925 | Copeland 1938 | Whittaker 1969 | Woese et al. 1977 | Woese et al. 1990 | Cavalier-Smith 1993 | Cavalier-Smith 1998 |
| ------------- | ------------ | ------------ | ------------- | -------------- | ----------------- | ----------------- | ------------------- | ------------------- |
| 2 reinos      | 3 reinos     | 2 impérios   | 4 reinos      | 5 reinos       | 6 reinos          | 3 domínios        | 8 reinos            | 6 reinos            |
| (não tratado) | Protista     | Prokaryota   | Monera        | Monera         | Eubacteria        | Bacteria          | Eubacteria          | Bacteria            |
| (não tratado) | Protista     | Prokaryota   | Monera        | Monera         | Archaebacteria    | Archaea           | Archaebacteria      | Bacteria            |
| (não tratado) | Protista     | Eukaryota    | Protoctista   | Protista       | Protista          | Eukarya           | Archezoa            | Protozoa            |
| (não tratado) | Protista     | Eukaryota    | Protoctista   | Protista       | Protista          | Eukarya           | Protozoa            | Protozoa            |
| (não tratado) | Protista     | Eukaryota    | Protoctista   | Protista       | Protista          | Eukarya           | Chromista           | Chromista           |
| Vegetabilia   | Plantae      | Eukaryota    | Plantae       | Plantae        | Plantae           | Eukarya           | Plantae             | Plantae             |
| Vegetabilia   | Plantae      | Eukaryota    | Plantae       | Fungi          | Fungi             | Eukarya           | Fungi               | Fungi               |
| Animalia      | Animalia     | Eukaryota    | Animalia      | Animalia       | Animalia          | Eukarya           | Animalia            | Animalia            |

### Cladístico
Na década de 1960 surgiram os cladísticos: um sistema que organiza táxons com base em clados em uma árvore evolutiva ou filogenética.

## Células

Células do gênero Allium em diferentes fases do ciclo celular

Estrutura de uma célula procariótica típica

As células são a unidade básica de estrutura em todos os seres vivos, e todas as células surgem de células preexistentes por divisão. A teoria celular foi formulada por Henri Dutrochet, Theodor Schwann, Rudolf Virchow e outros durante o início do século XIX e, posteriormente, tornou-se amplamente aceita. A atividade de um organismo depende da atividade total de suas células, com fluxo de energia ocorrendo dentro e entre elas. As células contêm informações hereditárias que são transmitidas como um código genético durante a divisão celular.
Existem dois tipos principais de células. Os procariontes não têm núcleo e outras organelas ligadas à membrana, embora tenham DNA circular e ribossomos. Bactérias e arqueias são dois domínios de procariontes. O outro tipo primário de células são os eucariotos, que têm núcleos distintos ligados por uma membrana nuclear e organelas ligadas à membrana, incluindo mitocôndrias, cloroplastos, lisossomas, retículo endoplasmático rugoso e liso e vacúolos. Além disso, eles possuem cromossomos organizados que armazenam material genético. Todas as espécies de organismos grandes e complexos são eucariotos, incluindo animais, plantas e fungos, embora a maioria das espécies de eucariotos sejam microrganismos protistas. O modelo convencional é que os eucariotos evoluíram de procariotos, com as organelas principais dos eucariotos formando-se por endossimbiose entre a bactéria e a célula eucariótica progenitora.
Os mecanismos moleculares da biologia celular são baseados em proteínas. A maioria deles é sintetizada pelos ribossomos por meio de um processo catalisado por enzimas denominado biossíntese de proteínas. Uma sequência de aminoácidos é montada e unida com base na expressão gênica do ácido nucleico da célula. Em células eucarióticas, essas proteínas podem então ser transportadas e processadas através do complexo de Golgi em preparação para envio ao seu destino.
As células se reproduzem por meio de um processo de divisão celular no qual a célula-mãe se divide em duas ou mais células-filhas. Para procariotos, a divisão celular ocorre por meio de um processo de fissão em que o DNA é replicado e, em seguida, as duas cópias são anexadas a partes da membrana celular. Em eucariotos, um processo mais complexo de mitose é seguido. No entanto, o resultado final é o mesmo; as cópias celulares resultantes são idênticas umas às outras e à célula original (exceto para mutações) e ambas são capazes de divisão posterior após um período de intérfase.
Os organismos multicelulares podem ter evoluído primeiro por meio da formação de colônias de células idênticas. Essas células podem formar grupos de organismos por meio da adesão celular. Os membros individuais de uma colônia são capazes de sobreviver por conta própria, enquanto os membros de um verdadeiro organismo multicelular desenvolveram especializações, tornando-os dependentes do restante do organismo para a sobrevivência. Esses organismos são formados clonalmente ou a partir de uma única célula germinativa que é capaz de formar as várias células especializadas que formam o organismo adulto. Essa especialização permite que organismos multicelulares explorem recursos de maneira mais eficiente do que células isoladas. Em janeiro de 2016, os cientistas relataram que, há cerca de 800 milhões de anos, uma pequena mudança genética em uma única molécula, chamada GK-PID, pode ter permitido que os organismos passassem de um organismo de uma única célula para um de várias células.
As células desenvolveram métodos para perceber e responder ao seu microambiente, aumentando assim sua adaptabilidade. A sinalização celular coordena as atividades celulares e, portanto, governa as funções básicas dos organismos multicelulares. A sinalização entre as células pode ocorrer por meio do contato direto com as células, usando a sinalização autócrina, por meio da troca de agentes, como no sistema endócrino. Em organismos mais complexos, a coordenação de atividades pode ocorrer por meio de um sistema nervoso dedicado.

## Vida extraterrestre

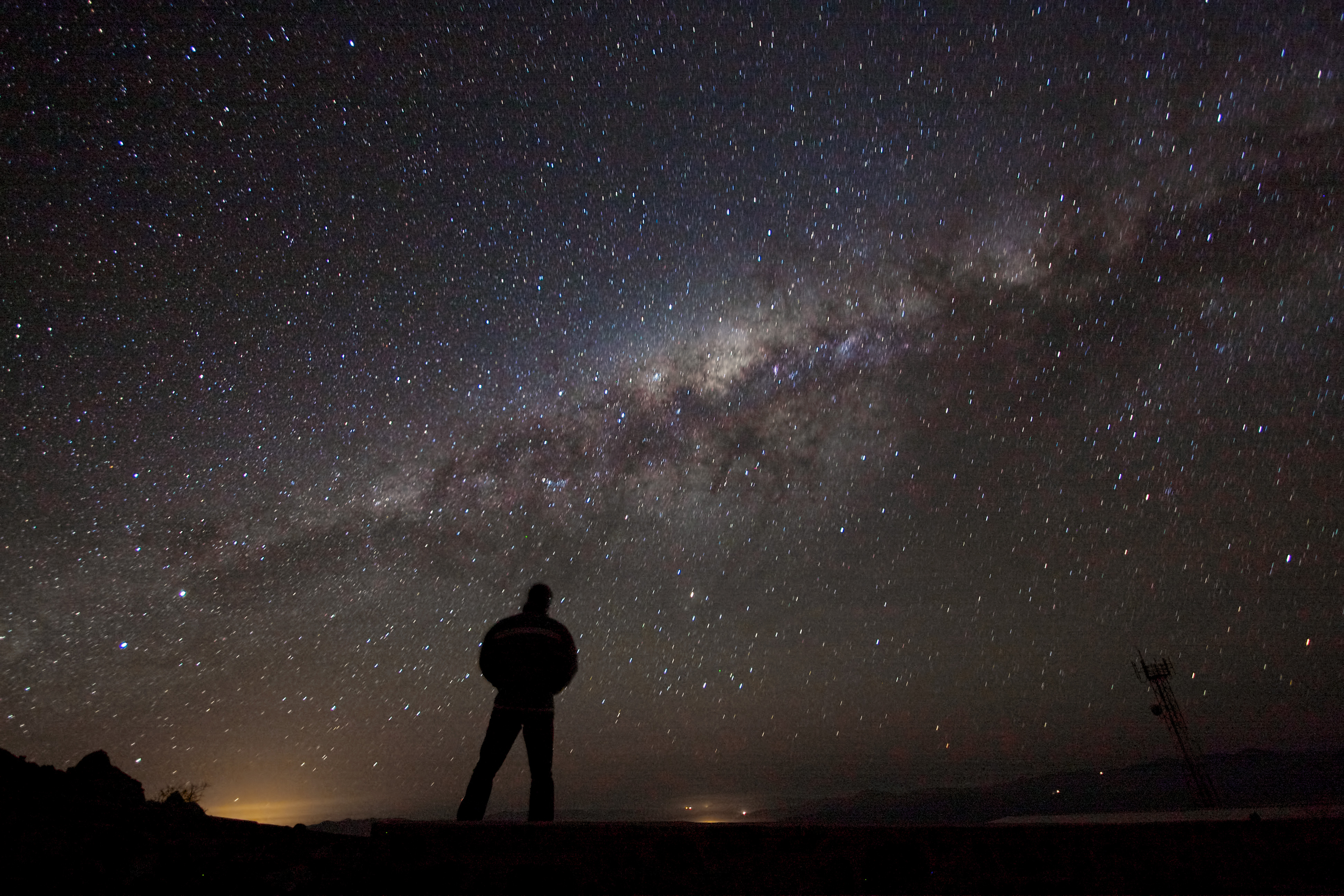
Uma pessoa observando a Via Láctea e o universo a partir do deserto do Atacama, no Chile.

Embora a existência vida seja confirmada apenas na Terra, muitos pensam que a vida extraterrestre não é apenas plausível, como também provável ou inevitável. Outros planetas e luas do Sistema Solar e outros sistemas planetários estão sendo examinados em busca de evidências de terem sustentado vida simples e projetos, como o SETI, estão tentando detectar transmissões de rádio de possíveis civilizações alienígenas. Outros locais dentro do Sistema Solar que podem hospedar vida microbiana incluem a subsuperfície de Marte, a atmosfera superior de Vênus e oceanos abaixo da superfície em algumas das luas dos planetas gigantes.
Além do Sistema Solar, a região em torno de outra estrela da sequência principal que poderia suportar vida semelhante à da Terra em um planeta semelhante é conhecida como zona habitável. Os raios interno e externo dessa zona variam com a luminosidade da estrela, assim como o intervalo de tempo durante o qual a zona sobrevive. Estrelas mais massivas que o Sol têm uma zona habitável maior, mas permanecem na "sequência principal" semelhante ao Sol da evolução estelar por um intervalo de tempo mais curto. As pequenas anãs vermelhas têm o problema oposto, com uma zona habitável menor que está sujeita a níveis mais elevados de atividade magnética e aos efeitos do bloqueio das marés em órbitas próximas. Consequentemente, estrelas na faixa de massa intermediária, como o Sol, podem ter uma probabilidade maior de desenvolvimento de vida semelhante à da Terra. A localização da estrela dentro de uma galáxia também pode afetar a probabilidade de formação de vida. Prevê-se que estrelas em regiões com maior abundância de elementos mais pesados que podem formar planetas, em combinação com uma baixa taxa de supernovas potencialmente danificadores de habitat, têm uma probabilidade maior de hospedar planetas com vida complexa. As variáveis da equação de Drake são usadas para discutir as condições nos sistemas planetários onde a civilização é mais provável de existir. O uso da equação para prever a quantidade de vida extraterrestre, entretanto, é difícil; como muitas das variáveis são desconhecidas, a equação funciona mais como um espelho do que seu usuário já pensa. Como resultado, o número de civilizações na galáxia pode ser estimado em até 9,1 x 10−13, sugerindo um valor mínimo de 1, ou tão alto quanto 15,6 milhões (0,156 x 109).

## Vida artificial
A vida artificial é a simulação de qualquer aspecto da vida, como por meio de computadores, robótica ou bioquímica. O estudo da vida artificial imita a biologia tradicional, recriando alguns aspectos dos fenômenos biológicos. Os cientistas estudam a lógica dos sistemas vivos criando ambientes artificiais, através da compreensão do complexo processamento de informações que define esses sistemas. Embora a vida seja, por definição, viva, a vida artificial é geralmente referida como dados confinados a um ambiente e existência digital.
A biologia sintética é uma nova área da biotecnologia que combina ciência e engenharia biológica. O objetivo comum é o projeto e a construção de novas funções e sistemas biológicos não encontrados na natureza. A biologia sintética inclui a ampla redefinição e expansão da biotecnologia, com os objetivos finais de ser capaz de projetar e construir sistemas biológicos de engenharia que processam informações, manipulam produtos químicos, fabricam materiais e estruturas, produzem energia, fornecem alimentos e mantêm e melhoram a saúde humana e o ambiente.

## Morte

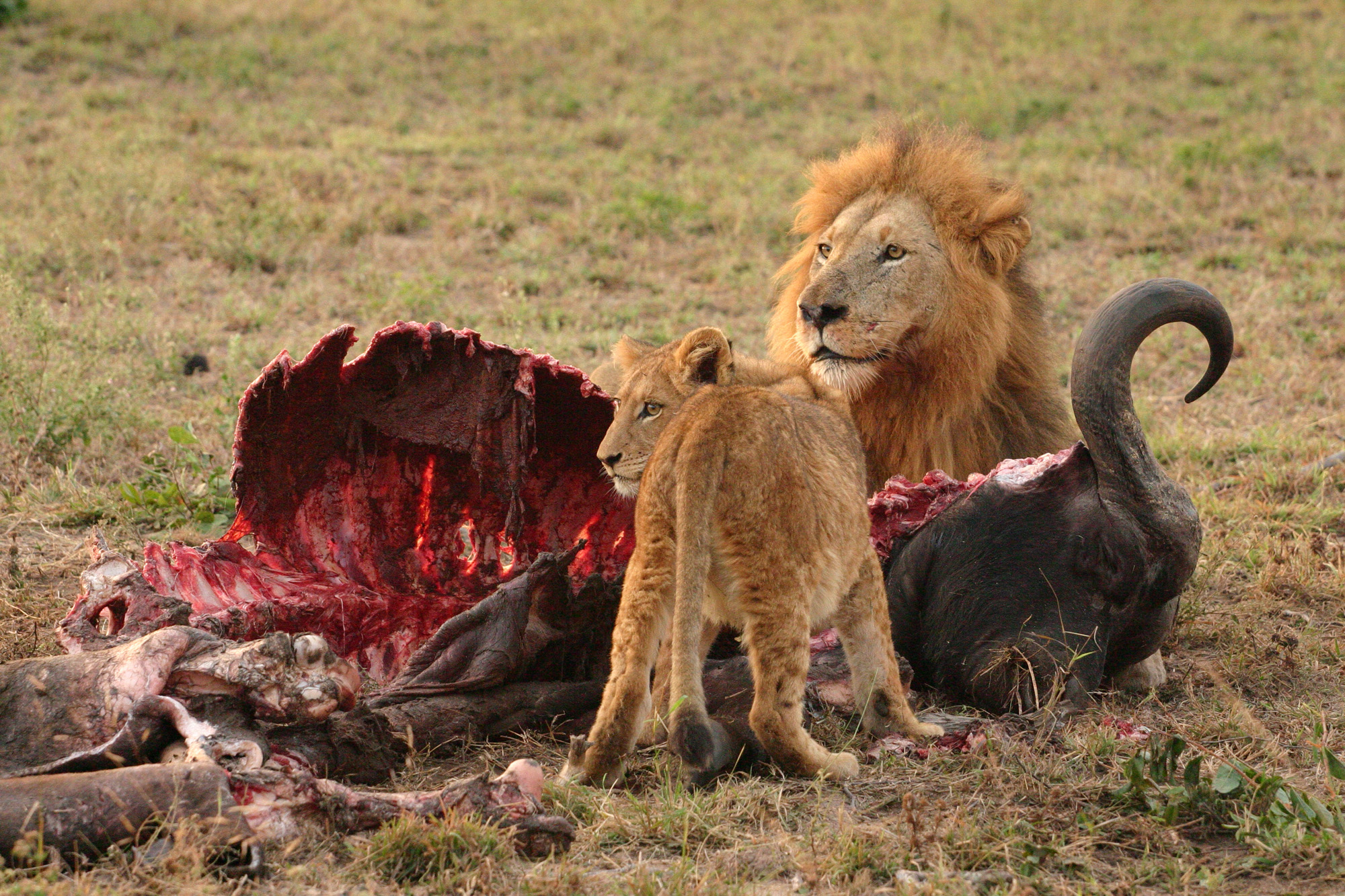
Cadáveres de animais, como este búfalo africano, são reciclados pelo ecossistema, fornecendo energia e nutrientes para as criaturas vivas

A morte é o término permanente de todas as funções vitais ou processos vitais em um organismo ou célula. Pode ocorrer como resultado de um acidente, condições médicas, interação biológica, desnutrição, envenenamento, senescência ou suicídio. Após a morte, os restos de um organismo entram novamente no ciclo biogeoquímico. Os organismos podem ser consumidos por um predador ou um necrófago e os restos de material orgânico podem então ser decompostos por detritívoros, organismos que reciclam detritos, devolvendo-os ao ambiente para reutilização na cadeia alimentar.
Um dos desafios para definir a morte é distingui-la da vida. A morte parece referir-se ao momento em que a vida termina ou quando começa o estado que se segue à vida. No entanto, determinar quando a morte ocorre é difícil, uma vez que a interrupção das funções vitais muitas vezes não é simultânea entre os sistemas orgânicos. Essa determinação, portanto, requer traçar linhas conceituais entre a vida e a morte. Isso é problemático, no entanto, porque há pouco consenso sobre como definir a vida. A natureza da morte tem sido por milênios uma preocupação central das tradições religiosas do mundo e da investigação filosófica. Muitas religiões mantêm fé em uma espécie de vida após a morte ou reencarnação para a alma, ou ressurreição do corpo em uma data posterior.

### Extinção
A extinção é o processo pelo qual um grupo de táxons ou espécies morre, reduzindo a biodiversidade. O momento da extinção é geralmente considerado a morte do último indivíduo daquela espécie. Como o alcance potencial de uma espécie pode ser muito grande, determinar esse momento é difícil e geralmente é feito retrospectivamente após um período de aparente ausência. As espécies se extinguem quando não são mais capazes de sobreviver em mudanças de habitat ou contra a competição superior. Na história da Terra, mais de 99% de todas as espécies que já viveram estão extintas; no entanto, as extinções em massa podem ter acelerado a evolução, fornecendo oportunidades para novos grupos de organismos se diversificarem.

### Fósseis
Os fósseis são os restos ou vestígios preservados de animais, plantas e outros organismos do passado remoto. A totalidade dos fósseis, tanto descobertos como não descobertos, e sua colocação em formações rochosas contendo fósseis e camadas sedimentares (estratos) é conhecida como registro fóssil. Um espécime preservado é chamado de fóssil se for mais antigo do que a data arbitrária de há 10 mil anos. Consequentemente, os fósseis variam em idade desde os mais jovens no início do Holoceno até os mais velhos do Éon Arqueano, com até 3,4 milhares de milhões de anos.